# Daniela De Silva
Pour les articles homonymes, voir Silva.
Daniela De Silva est une mathématicienne italienne connue pour son expertise dans les équations aux dérivées partielles,. Elle est professeure agrégée de mathématiques au Barnard College et à l'université Columbia. 

## Éducation et carrière
De Silva a fait ses études de premier cycle en mathématiques à l'université de Naples - Frédéric-II, et y a obtenu un baccalauréat en 1997. Elle a terminé son doctorat au Massachusetts Institute of Technology en 2005. Sa thèse, intitulée Existence and Regularity of Monotone Solutions to a Free Boundary Problem, a été supervisé par David Jerison (en),.  
Après des recherches postdoctorales au Mathematical Sciences Research Institute (MSRI) et un mandat de professeur adjoint JJ Sylvester à l'université Johns-Hopkins, elle a rejoint la faculté Barnard et Columbia en 2007.  

## Reconnaissance
De Silva a remporté le prix Sadosky 2016 de l'Association for Women in Mathematics pour ses « contributions fondamentales à la théorie de la régularité des équations aux dérivées partielles elliptiques non linéaires et aux équations intégro-différentielles non locales ». En 2018, Barnard l'a honorée avec la chaire de professeur Tow pour les chercheurs et praticiens distingués.  